# Champions
Pour les articles homonymes, voir Champions (homonymie).
 (avril 2019).
Si vous disposez d'ouvrages ou d'articles de référence ou si vous connaissez des sites web de qualité traitant du thème abordé ici, merci de compléter l'article en donnant les références utiles à sa vérifiabilité et en les liant à la section « Notes et références ».
Champions est un jeu de rôle de superhéros créé par George MacDonald et Steve Peterson, de la compagnie Hero Games pour représenter et simuler les conventions des comic books américains. 
Les personnages sont construits par distribution de points autour d'un thème. Il n'y a pas d'aléatoire dans la création. Ce fut le second jeu de rôle à faire cela après Superhero 2044 et les mécaniques de Champions influencèrent Gurps. 
Ce fut le premier jeu à utiliser le Hero system, qui s'est ensuite décliné en plusieurs univers (Fantasy Hero, Star Hero, Danger International, etc.). 
Le jeu a un cadre très flexible de pouvoirs, compétences, avantages et désavantages. Comme dans les bandes-dessinées, il est plus facile de s'évanouir ou d'être assommé que de mourir. 
Champions a progressivement développé son propre univers, inspiré des univers classiques de DC Comics et Marvel Comics. 
La première édition est de 1981, révisée en 1982 puis 1984 (mais Champions II, 1982 et Champions III, 1984 sont des suppléments, pas de nouvelles éditions). La quatrième édition en 1989 (copubliée avec Iron Crown Enterprises) fut la première tentative de séparer le système Hero du contexte superhéroïque pour faire du Hero system un jeu générique qui concurrencerait GURPS. L'univers subit également des modifications mineures, certains personnages ayant entretemps été vendus à une compagnie de comics. 
Il y eut ensuite une autre version du jeu, Champions New Millenium avec le système Fuzion (qui est un mélange d'Hero et d'Interlink, le système de Cyberpunk). 
La cinquième édition (2002) revint au Hero System, et modifia de manière significative l'univers du jeu. 
La sixième édition (2009) conserva le même univers, mais le Hero System connut en revanche d'importantes modifications. 

## MMORPG
Un MMORPG basé sur cette licence a été développé par Cryptic Studios, auteur des populaires City of Heroes et de City of Villains. Il s'agit de Champions Online, sorti en septembre 2009.

## Personnages
Quelques personnages majeurs de l'univers de Champions :
- Defender : porteur d'une armure ultra-technologique qu'il a inventée, leader de la super-équipe des Champions, il est l'un des principaux super-héros depuis la 4e édition du jeu de rôle
- Foxbat : super-vilain imprévisible, mégalomane et farceur, il est persuadé de vivre dans une bande dessinée dont il serait le héros
- Dr Destroyer : super-vilain surpuissant et cruel, ancien nazi, bénéficiant d'une super-armure et de nombreuses autres inventions super-scientifiques
- VIPER : organisation criminelle utilisant la super-science
- UNTIL : organisation affiliée à l'ONU, chargée de la sécurité mondiale face aux super-menaces
- PRIMUS : organisation para-gouvernementale américaine, chargée de la sécurité face aux super-menaces.